# Jean Bienaise
Jean Bienaise, né à Mézières en 1601 et mort à Paris le 21 décembre 1681, est un chirurgien français.

## Biographie
Il étudia la chirurgie et reçut la maîtrise de chirurgien dans la confrérie de Saint-Côme à Paris. 
Il fut chirurgien du Parlement de Paris et il fut appelé plusieurs fois à la cour pour y soigner la reine Anne d'Autriche.
Il fut appelé par François de Harlay, alors archevêque de Rouen, qu'il guérit d'une piqûre à l'artère brachiale causée par un médicastre. Harlay lui alloua une pension de huit cents livres pour le prix de ces soins.
La suture du tendon, qui est une opération très délicate de chirurgie, avait été abandonnée. Jean Bienaise en rétablit l'usage.
Il acquit une réelle célébrité à la cour royale. Il fut consulté, en 1666, par la reine-mère, Anne d'Autriche, pour donner son avis sur un cancer dont elle était attaquée ; il eut la franchise d'annoncer au roi Louis XIV, son fils, qu'il n'y avait aucun espoir de guérison, au contraire de ce que prétendaient les médicastres auxquels cette princesse accordait sa confiance. 
Sa conduite, son habileté et ses succès lui méritèrent l'estime et les faveurs de Louis XIV. Il accompagna ce monarque dans ses campagnes de Flandres et il acquit une grande fortune. 
À sa mort, il légua une rente de six cents livres pour deux démonstrateurs d'anatomie & de chirurgie. Mal gérée, la rente fut victime du système de Law, au point d'avoir réduit la fondation à si peu de chose que l'instruction allait cesser dans l'amphithéâtre. Pour éviter cette carence, le roi Louis XV fonda par des lettres patentes données à Fontainebleau en septembre 1724 & enregistrées au Parlement le 26 mars 1725, cinq places de démonstrateurs dans toutes les parties de la chirurgie .

## Ses œuvres
- Les opérations de Chirurgie par une méthode courte & facile, Paris, 1688 in-12 & 1693. Cet ouvrage est posthume. Bienaise y décrit clairement & en peu de mots le manuel des opérations les plus difficiles & les plus compliquées & il avertit dans sa préface qu'il n'y avance rien qui ne soit fondé sur la pratique des chirurgiens de son temps.

## Dans la littérature
- Jean-Michel Riou, Un jour je serai Roi : 1638-1664, Paris, Flammarion, 2 novembre 2011, 620 p. (ISBN 978-2-08-124090-2, BNF 42550666, lire en ligne)Roman historique. Le chapitre IV est sur l'accouchement de la reine et à la naissance du dauphin